# British Broadcasting Corporation

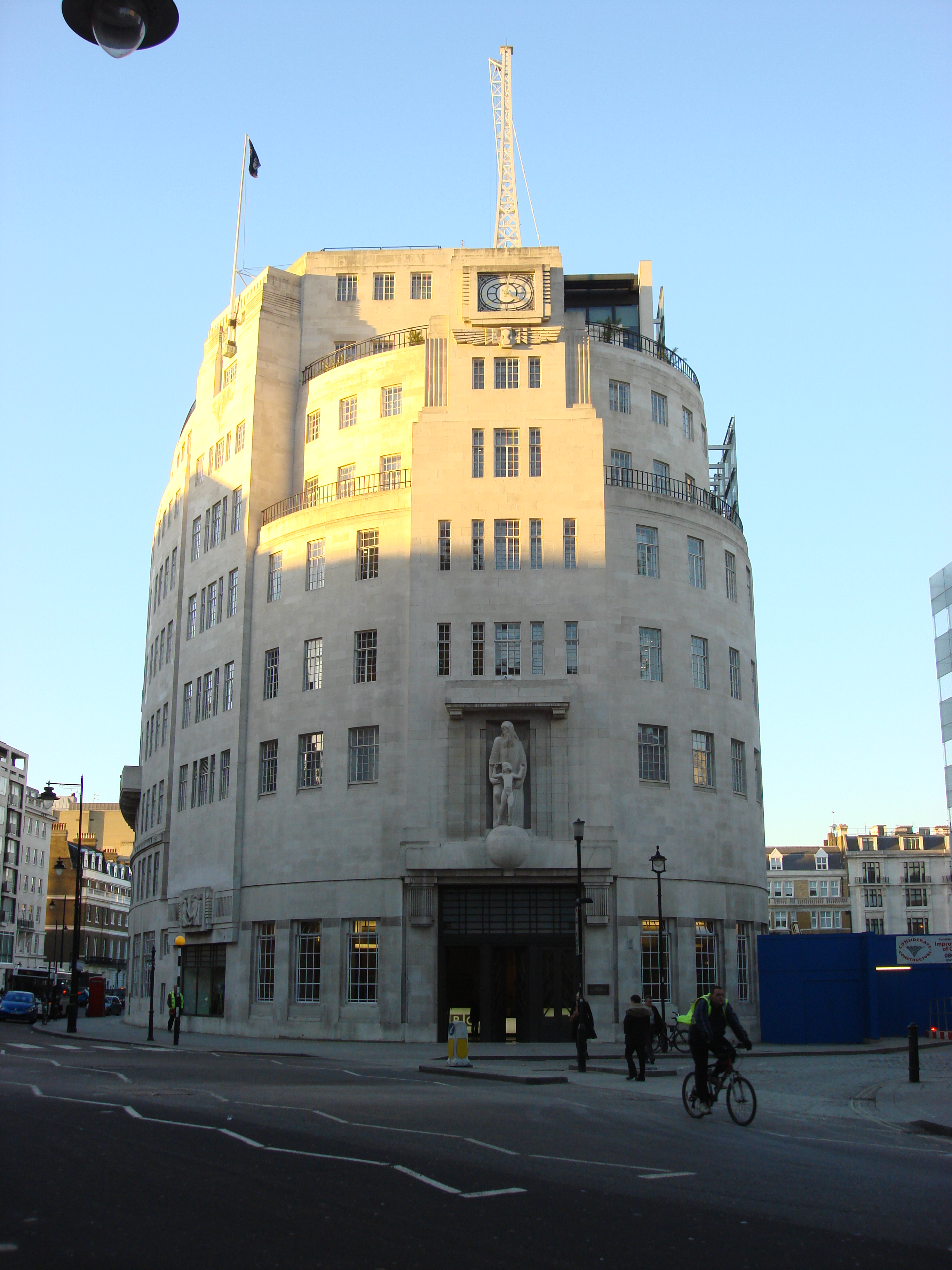
Het Broadcasting House is het hoofdkwartier van de BBC in Londen

De British Broadcasting Corporation, afgekort BBC, in de gesproken omgangstaal van het eigen land soms aangeduid met de bijnaam Beeb, is de publieke omroep van het Verenigd Koninkrijk. De in 1922 opgerichte BBC is een van de oudste zendgemachtigden ter wereld. BBC Programma's worden onder andere aangeboden via de televisiezenders BBC One, BBC Two, BBC Three, BBC Four, BBC Entertainment, BBC News Channel en BBC World News, en via een aantal radiozenders waaronder BBC 1 t/m 7. De BBC World Service zendt programma's uit in meer dan 30 verschillende talen en wordt in de westerse wereld in het algemeen beschouwd als een gezaghebbende, objectieve nieuwsbron.
De BBC zendt uit via grondstations, via satellieten en via het internet.
De omroep wordt in eigen land voornamelijk gefinancierd uit kijk- en luistergeld en de opbrengsten van merchandising, televisie- en formatrechten, maar in het geheel niet uit reclame-inkomsten.
In Nederland en België zijn op de meeste kabelnetten de televisiestations BBC One, BBC Two en BBC World te ontvangen; de World Service op de radio wordt ook vaak via de kabel doorgegeven en zendt verder uit via korte golf en satelliet. Tot 2011 was de World Service in het grootste deel van Nederland, België en Noord-Frankrijk ook op de middengolf te ontvangen (648 kHz). BBC Radio 4 is te ontvangen via de lange golf (198 kHz), en BBC Radio Five Live via de middengolf (693 en 909 kHz); verder ook via het internet, satelliet en sommige kabelnetten.

## Geschiedenis

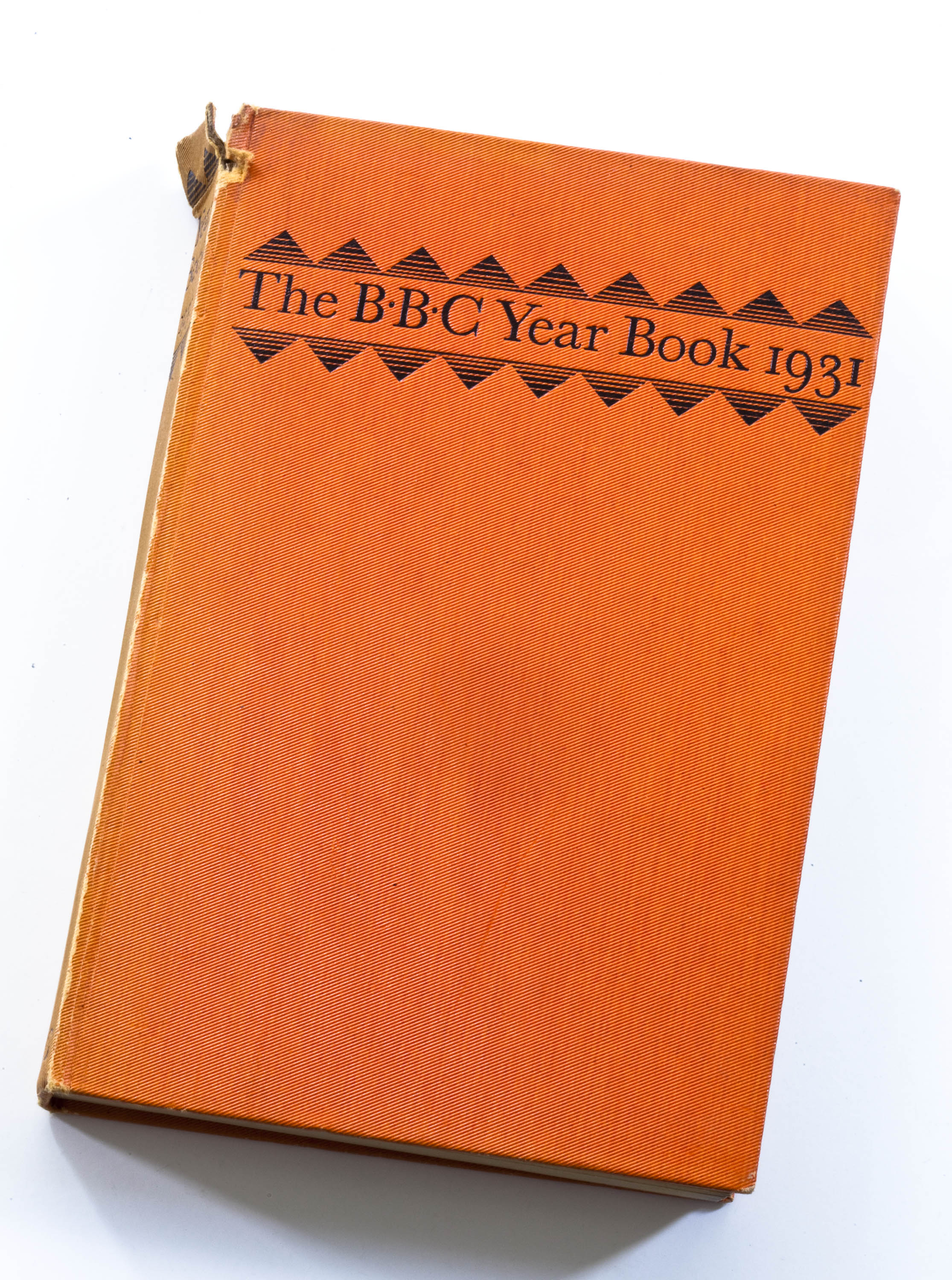
The BBC Year Book 1931

Op 18 oktober 1922 werd de BBC opgericht. De BBC was de eerste nationale omroep ter wereld. De eerste radio-uitzending vond vier weken later plaats op 14 november vanuit het Marconi-hoofdkantoor in Londen.
Tijdens de Tweede Wereldoorlog zond de BBC vanuit het Verenigd Koninkrijk uit over de radio naar bezet Europa. De herkenningsmelodie was de Vijfde symfonie van Beethoven, waar de letter "V" in Morse in zat, de V van Victory.
In 1974 ontwikkelde de BBC Ceefax, de teletekstdienst.

## Televisiezenders
De BBC heeft verschillende televisiezenders, sommigen worden onderhouden met belastinggeld, anderen zijn bestemd voor kijkers buiten het Verenigd Koninkrijk en worden gefinancierd met reclame-inkomsten. 

### Gefinancierd met belastinggeld
- BBC One, algemene zender met veel entertainment, sport en nieuws
- BBC Two, algemene zender met meer culturele diepgang
- BBC Three, jongerenmerk voor online, alsmede tv kanaal
- BBC Four, culturele zender
- BBC News Channel, nieuwszender
- BBC Parliament, zender, die politieke debatten uitzendt
- BBC Alba, zender met programma's in het Schots-Gaelisch
- CBBC, kinderzender
- CBeebies, kinderzender

### Commerciële zenders
Voor de BBC is het wettelijk verboden om deze zenders in het Verenigd Koninkrijk beschikbaar te maken, aangezien hun zenders daar reclamevrij moeten zijn. Het is dan ook niet mogelijk om onderstaande zenders daar te ontvangen. Deze zenders worden beheerd door de internationale tak van de BBC, BBC Studios.
- BBC World News
- BBC Entertainment
- BBC First
- BBC America
- BBC Canada
- BBC Kids

## Radiozenders

### Algemene stations
- BBC Radio 1 (FM), Hitmuziek (CHR)
- BBC Radio 2 (FM), lichte muziek van dit moment en de laatste jaren
- BBC Radio 3 (FM), serieuze muziek, 's nachts soms schoolprogramma's om op te nemen
- BBC Radio 4 (FM en lange golf), nieuws en gesproken woord, soms zendt de langegolfzender live cricket uit
- BBC Radio 5 Live (middengolf), sport en op jongeren gericht nieuws
- BBC World Service (midden- en korte golf), algemeen internationaal programma met veel nieuws
- Regionale zenders: Radio Cymru (FM), Radio Foyle (FM), Radio Nan Gaidheal (FM), Radio Scotland (FM en 810 kHz), Radio Ulster (FM en 1341 kHz), Radio Wales (FM en 882 kHz)
- Tientallen lokale zenders; in Nederland en België te ontvangen is onder andere Radio Kent (774 kHz)

### Digitale extra stations
- BBC Radio 1Xtra, Urban muziek
- BBC Radio 5 Live Sports Extra, extra live sportuitzendingen
- BBC 6 Music, popmuziek met een iets alternatievere inslag
- BBC Radio 4 Extra, hoorspelen en kinderprogramma's
- BBC Asian Network, Aziatisch nieuws, achtergronden en muziek